# 내북면
내북면(內北面)은 대한민국 충청북도 보은군의 면이다.

## 개요
내북면은 빼어난 자연경관과 맑은 공기 그리고 기름진 땅에서 생산되는 청암포도, 배추, 담배, 인삼, 대추 등이 주산지를 이루는 전통적인 농업면이다. 새로운 작목개발과 품목의 명품화, 명소화 사업으로 청룡 배추절임 시설 및 이원리 장류 시설이 있으며, 농업과 관광을 연계한 자연친화적인 사업을 적극 추진하고 있다.

## 행정 구역
- 대안리(大安里)
- 도원리(桃源里)
- 동산리(東山里)
- 두평리(斗坪里)
- 법주리(法注里)
- 봉황리(鳳凰里)
- 상궁리(上弓里)
- 서지리(西枝里)
- 성암리(聖岩里)
- 성티리(星峙里)
- 세촌리(世村里)
- 신궁리(新宮里)
- 아곡리(峨谷里)
- 염둔리(鹽屯里)
- 용수리(龍壽里)
- 이원리(泥院里)
- 적음리(積蔭里)
- 창리(倉里)
- 하궁리(下弓里)
- 화전리(花田里)

## 교육
- 내북초등학교 (화전리 / 구 내북중학교)
  - 아곡분교 (폐교) - 남부로 5825-6 (상궁리)
- 충청푸른어울림학교 (동산리)(구 내북초등학교)